# Vítor Hugo dos Santos
Vítor Hugo Silva Mourão dos Santos (né le 1er février 1996 à Rio de Janeiro) est un athlète brésilien, spécialiste du sprint.

## Carrière
Il remporte l'argent du 200 m lors des Championnats sud-américains jeunesse à Mendoza, ainsi que l'or du relais. Il bat son record, à 4/100e de la meilleure performance annuelle de Michael O'Hara, pour remporter l'argent des Championnats du monde d'athlétisme jeunesse 2013 à Donetsk. Il remporte également l'argent lors des Championnats panaméricains juniors d'athlétisme 2013. En mars 2015, il porte son record personnel sur 100 m à 10 s 31, puis le 14 mai 2015 à 10 s 22 à 	São Bernardo do Campo avant de remporter le titre sud-américain junior sur 100 m à Cuenca le 30 mai. Il remporte la médaille d'argent du relais 4 x 100 m lors des Jeux panaméricains de 2015 à Toronto.
Le 19 juin 2016, il réalise 10 s 17, son record personnel, à São Bernardo do Campo, à 1/100e du minima pour les Jeux olympiques de Rio, puis le 30 juin, dans la même ville, il porte finalement son record personnel à 10 s 11.
Le 6 et 7 juin 2018, il remporte la médaille de bronze du 100 m et la médaille d'argent du 200 m aux Jeux sud-américains de Cochabamba, en 10 s 12 et 20 s 21..
Il détient les records brésiliens cadets sur 100 m en 10 s 36 à Belém le 9 novembre 2013 et sur 200 m en 20 s 67 à Donetsk le 14 juillet 2013.

## Palmarès
| Date | Compétition                  | Lieu           | Résultat | Épreuve   | Temps   |
| ---- | ---------------------------- | -------------- | -------- | --------- | ------- |
| 2013 | Championnats du monde cadets | Donetsk        | 2e       | 200 m     | 20 s 67 |
| 2015 | Relais mondiaux de l'IAAF    | Nassau         | 4e       | 4 × 100 m | 38 s 63 |
| 2015 | Jeux panaméricains           | Toronto        | 2e       | 4 x 100 m | 38 s 68 |
| 2016 | Jeux olympiques              | Rio de Janeiro | 6e       | 4 × 100 m | 38 s 41 |
| 2018 | Jeux sud-américains          | Cochabamba     | 3e       | 100 m     | 10 s 12 |
| 2018 | Jeux sud-américains          | Cochabamba     | 2e       | 200 m     | 20 s 21 |
| 2018 | Jeux sud-américains          | Cochabamba     | 3e       | 4 x 100 m | 39 s 54 |
| 2019 | Championnats du monde        | Doha           | 4e       | 4 x 100 m | 37 s 72 |

## Records
| Épreuve | Temps   | Lieu                  | Date         |
| ------- | ------- | --------------------- | ------------ |
| 100 m   | 10 s 11 | Sao Bernardo do Campo | 30 juin 2016 |
| 200 m   | 20 s 21 | Cochabamba            | 7 juin 2018  |